# Macrocera penicillata
Macrocera penicillata är en tvåvingeart som beskrevs av Costa 1857. Macrocera penicillata ingår i släktet Macrocera och familjen platthornsmyggor.
Artens utbredningsområde är Italien. Inga underarter finns listade i Catalogue of Life.